# Past Life
Past Life ou Vies antérieures au Québec est une série télévisée américaine en sept épisodes de 42 minutes, créée par David Hudgins et dont seulement cinq épisodes ont été diffusés entre le 9 février et le 4 juin 2010 sur le réseau Fox et en simultané sur /A\ au Canada.
Au Québec, la série a été diffusée à partir du 25 janvier 2011 sur Ztélé et en France, à partir du 22 février 2012 sur NT1 et dès le 29 janvier 2014 sur TF1. Elle reste néanmoins inédite dans les autres pays francophones.

## Synopsis
Le Dr Kate McGinn est une psychologue qui croit en l'idée que chacun de nous a eu des vies antérieures. Kate travaille en collaboration avec le Centre pour la santé comportementale Talmadge de New York, un centre spécialisé dans l'étude de l'âme. Convaincue que cela permettra de résoudre leurs problèmes actuels, son travail consiste précisément à essayer de rappeler à ses patients les expériences de leurs vies antérieures. Comme les souvenirs de ses patients peuvent donner la solution de crimes non résolus, le Dr Price a travaillé aux côtés de Wathley, un détective cynique et sceptique face à ses idées, mais qui la suit néanmoins toujours dans son travail. Kate est aussi aidée par le Dr Malachie Talamadge, directeur du Centre Talmadge, et le Dr Rishi Karan.

## Distribution

### Acteurs principaux
- Kelli Giddish (VF : Anne Dolan) : Kate McGinn
- Nicholas Bishop (VF : Boris Rehlinger) : Price Whatley
- Richard Schiff (VF : Michel Dodane) : Malachi Talmadge
- Ravi Patel (VF : Raphaël Cohen) : Rishi Karna

### Invités
- Judith Ivey : Laney (2 épisodes)
- Elizabeth Marvel : Lynn Sampels (2 épisodes)
- Gregory Alan Williams : Eli Parson (2 épisodes)
- Marisa Ramirez : Rosa Sanchez (2 épisodes)
- Liz Mikel (en) : Alma (2 épisodes)
- Denis Arndt : Henry
- Katherine Boecher : Jenny Stafford
- Betty Gilpin : Corrine
- Juliette Goglia : Sarah
- John Benjamin Hickey : Sid
- Gil McKinney : Owen Grusin
- Bruce Altman : Webber Fant
- Erik Jensen (en) : Patrick
- Kate Norby (en) : Amanda Powell
- Kerry O'Malley (es) : Jackie Matthews
- Nick Wechsler : Brian Dugan
- Brian Dietzen : Cole
- Vanessa Marano : Susan Charne
- Nina Siemaszko : Sharon Moody
- Cayden Boyd : Noah Powell
- Gregg Daniel (nl) : Tom Keller
- Joe Forbrich (nl) : Gavin
- Marlene Forte : Lucinda Morales
- Afemo Omilami : Fred Lamm
- Ness Bautista (es) : Balido Rojas
- Wilbur Fitzgerald : Alan Davies
- Kyle Gallner : Xander

 Source et légende : version française (VF) sur RS Doublage

## Production
Fox a commandé un pilote en janvier 2009 sous le titre Reincarnationist, qui sera réalisé par Deran Sarafian. Nicholas Bishop, Kelli Giddish et Ravi Patel décrochent les rôles principaux le mois suivant, rejoints en mars par Richard Schiff.
Fox commande la série le 14 mai sous son titre actuel pour treize épisodes et annonce quatre jours plus tard lors des Upfronts qu'elle sera diffusée à la mi-saison.
Le 14 octobre 2009, Fox réduit sa commande à sept épisodes.
Au lendemain de la diffusion du troisième épisode le 18 février 2010 avec des audiences catastrophiques, Fox retire la série de la programmation. Les épisodes restants sont diffusés les vendredis dès le 28 mai, mais Fox retire de nouveau la série après deux semaines.

## Épisodes
1. Vies antérieures (Pilot)
2. Le Couloir de la Mort (Dead Man Talking)
3. Unis à Jamais (Soul Music)
4. Le Maître et l'élève (Saint Sarah)
5. Père un jour (Gone Daddy Gone)
6. L'Entre deux vies (Running on Empty) non-diffusé aux États-Unis
7. Assurance Mort (All Fall Down) non-diffusé aux États-Unis et au Québec